# Sherlock (televisieprogramma)
Sherlock is een televisieprogramma dat in 2009 en 2010 op Ketnet te zien was en werd gepresenteerd door Govert Deploige. De eerste aflevering werd uitgezonden op 2 maart 2009.

## Spelregels
In dit programma moeten twee teams van elk twee vrienden, tussen de 8 en de 14 jaar oud, op een bepaalde locatie detective spelen en de 'valsspeler' vinden. De valsspeler is iemand die niet thuishoort op de locatie en een rolletje speelt.

## Afleveringen

### Seizoen 1
| Locatie                             | Teams                                 |
| ----------------------------------- | ------------------------------------- |
| Vlaamse Opera Antwerpen             | Roaarch! & Slim en Krachtig           |
| Technopolis                         | Secret Girls & De Maja's              |
| Hotel                               | De Lionfriends & De Vrolijke Vrienden |
| Chocoladefabriek                    | De Chocoletjes & Misterie             |
| Internationale Luchthaven Antwerpen | Chaki & De Piranha’s                  |
| Supermarkt                          | De Spagekkies & Pink Monkeys          |
| Jubelparkmuseum                     | Sisterhood & Superdetectives          |
| Vliegbasis Kleine-Brogel            | F16-spionnen & The Sneekers           |

### Seizoen 2
| Locatie                       | Teams                                        |
| ----------------------------- | -------------------------------------------- |
| Brandweer Antwerpen           | De Sherluetjes & De Brainstormers            |
| Atomium                       | Tetterneuzen & De Hippe Meiden               |
| KMI                           | Superspeurders & De Sherlock-Brothers        |
| Bobbejaanland                 | Speurbroertjes & Agatha's                    |
| Sportcomplex Sportoase Leuven | De LL-ekes & Mr en Mrs Smith                 |
| Stadhuis van Antwerpen        | De durvende danseressen & De tortelspeurders |
| Station Antwerpen-Centraal    | J2's & Speurneven                            |